# Talsperre Maranhão
Die Talsperre Maranhão (portugiesisch Barragem do Maranhão) liegt in der Region Alentejo Portugals im Distrikt Portalegre. Sie staut den Fluss Seda, einen linken (südlichen) Nebenfluss des Tejo, zu einem Stausee (port. Albufeira da Barragem de Maranhão) auf. Die Kleinstadt Avis befindet sich ungefähr fünf Kilometer flussaufwärts von der Talsperre auf der linken Seite des Stausees. Ungefähr zehn Kilometer nordwestlich der Talsperre Maranhão befindet sich die Talsperre Montargil.
Mit dem Projekt zur Errichtung der Talsperre wurde im Jahre 1952 begonnen. Der Bau wurde 1957 fertiggestellt. Die Talsperre dient neben der Bewässerung auch der Stromerzeugung. Sie ist im Besitz der Associação de Regantes e Beneficiários do Vale do Sorraia.

## Absperrbauwerk
Das Absperrbauwerk ist ein Staudamm mit einer Höhe von 55 m über der Gründungssohle (49 m über dem Flussbett). Die Dammkrone liegt auf einer Höhe von 133 m über dem Meeresspiegel. Die Länge der Mauerkrone beträgt 204 m und ihre Breite 10 m. Das Volumen des Bauwerks beträgt 592.000 m³.
Der Staudamm verfügt sowohl über einen Grundablass als auch über eine Hochwasserentlastung. Über den Grundablass können maximal 44 m³/s abgeleitet werden, über die Hochwasserentlastung maximal 1.600 m³/s. Das Bemessungshochwasser liegt bei 2.200 m³/s; die Wahrscheinlichkeit für das Auftreten dieses Ereignisses wurde mit einmal in 500 Jahren bestimmt.

## Stausee
Beim normalen Stauziel von 130 m (maximal 130,9 m bei Hochwasser) erstreckt sich der Stausee über eine Fläche von rund 19,6 km² und fasst 205,4 Mio. m³ Wasser – davon können 180,9 Mio. m³ genutzt werden. Das minimale Stauziel, bei dem die Maschinen noch betrieben werden können, liegt bei 111 (bzw. 110,9) m.

## Kraftwerk
Das Kraftwerk Maranhão gehört mit einer installierten Leistung von 2 MW zu den kleinsten Wasserkraftwerken Portugals. Die durchschnittliche Jahreserzeugung liegt bei 3 (bzw. 13,1) Mio. kWh.
Die Francis-Turbine wurde von VA Tech Escher Wyss geliefert. Sie befindet sich in einem Maschinenhaus am Fuße des Staudamms. Die Turbine leistet maximal 2 MW, während der zugehörige Generator 2,45 MVA leistet. Die Nenndrehzahl der Turbine liegt bei 500/min. Die Nennspannung des Generators beträgt 6 kV. In der Schaltanlage wird die Generatorspannung von 6 kV mittels eines Leistungstransformators auf 30 kV hochgespannt.
Die minimale Fallhöhe beträgt 6,22 m, die maximale 43,48 m. Der minimale Durchfluss liegt bei 2 m³/s, der maximale bei 6 m³/s.